# One Ok Rock
One Ok Rock (Eigenschreibweise ONE OK ROCK) ist eine japanische Rockband, die bei der Agentur Amuse unter Vertrag steht. Sie wurde 2005 gegründet. Ihre Mitglieder sind Taka, Toru, Ryota und Tomoya.

## Geschichte

### 2005–2006: Frühe Anfänge und Anfangsformation
Während seiner Oberschulzeit kam Tōru Yamashita auf die Idee, eine Band zu gründen. Dazu bat er seinen Freund und ebenfalls Gruppenmitglied der Hip-Hop-Dance-Gruppe Heads Bassgitarre zu lernen. Zudem fragte er auch seinen Schulkameraden, Alex Onizawa, ob er der Band beitreten möchte. Tomo, Tōrus Klassenkamerad, welcher 2006 die Band verließ, um sich dem Schauspiel zu widmen, spielte Schlagzeug. Während dieser Zeit war Takahiro Morita (Taka) noch Mitglied der Band Chivalry of Music, jedoch mit dieser unzufrieden und wechselte dann nach einem Angebot von Tōru zu One Ok Rock. Tomoya Kanki war ebenfalls bereits in einer anderen Band, jedoch war er wie Taka unzufrieden mit seiner Situation. Er trat 2006 bei, jedoch wurde er erst ein offizielles Mitglied bei deren Debüt 2007.
Der Bandname One Ok Rock wurde vom englischen one o’clock abgeleitet, welche die Uhrzeit war, um die sie probten. Da es im Japanischen keinen Unterschied zwischen dem L und dem R gibt, änderten sie o’clock zu o’crock bzw. o’krock, welches dann zu One Ok Rock wurde.

### 2007–2009: Debüt-Album und Fortschritte
Ihr Debütlied Naihi Shinsho landete auf dem 48. Platz in den Oricon-Charts und wurde 15.000-mal verkauft. Ihre zweite Single Yume Yume erreichte den 43. Platz. In 2007 folgte dann schließlich ihr Debütalbum Zeitakubyō. Anschließend fand ihre erste Tour statt und sie spielten in einigen Städten Japans. Kurz darauf erschien im Mai 2008 ihr zweites Album Beam of Light. In einem Interview mit dem Rockin’On Magazine im Juni 2012 sagte One Ok Rock, sie würden das Album nicht als Album zählen, sondern eher als einen Lernprozess der Band. Als sie an dem Album arbeiteten, waren sie nicht in der richtigen Stimmung und schufen das Album nur, weil sie dachten, es machen zu müssen. Das ist auch der Grund, warum sie kein Lied von Beam of Light live darboten. Sie planten pro Jahr zwei Alben zu veröffentlichen und so erschien im November 2008 Kanjō Effect. Kurz nach Veröffentlichung von Beam of Light hielten sie ein Konzert in Shibuya AX und brachten dieses als DVD heraus.
Im April 2009 wurde Alex verhaftet, da ihm vorgeworfen wurde, eine 21-jährige Studentin in einer Bahn sexuell belästigt zu haben. Er gab seine Tat zu und der Fall wurde abgeschlossen. Dadurch wurde die Veröffentlichung ihres für den 6. Mai geplanten Songs Around the World Shounen – Titellied der Fernsehserie God Hand Teru – landesweite Tour abgesagt. Im Mai 2009 wurde bekannt, dass One Ok Rock auch ohne Alex, der wieder in die USA zurückkehrte, fortbestehen soll. Toru übernahm die Leadgitarre und passte die Arrangements an die einzige Gitarrenstimme an.

### 2010: neue Formation
Als Band mit nun vier Mitgliedern veröffentlichten sie die Single Kanzen Kankaku Dreamer am 3. Februar 2010. Sie erreichte den 9. Platz in den Oricon-Charts. Ihr viertes Studioalbum Niche Syndrome erschien am 9. Juni 2010 und ihre nächste Single Answer is Near am 16. Februar 2011.
One Ok Rock veröffentlichte ihre erste Doppel-A-Single Re:make/No Scared am 20. Juli 2011, welches als Titellied für das Videospiel Black Rock Shooter genutzt wurde. Ihr 5. Album Zankyō Reference, erschien am 5. Oktober 2011. Dessen erste Singleauskopplung The Beginning vom 22. August 2012 wurde Titellied der Realfilmadaption der Anime- und Mangaserie Rurouni Kenshin genutzt und erreichte den 5. Platz der Oricon-Charts.
Die Single Deeper Deeper/Nothing Helps wurde am 9. Januar 2013 veröffentlicht und erreichte den 2. Platz der japanischen Oricon-Charts. Das Stück Nothing Helps wurde für die japanische Version des Videospiels DmC: Devil May Cry genutzt.

### 2013: Außerhalb Asiens
Im Oktober 2013 hatte die Band ihre ersten Konzerte außerhalb Asiens, nämlich fünf in Europa, wobei vier von diesen innerhalb weniger Minuten ausverkauft waren. Im Februar 2014 hielten sie zwei Konzerte in den USA, in New York und Los Angeles, sowie im Mai in Philadelphia und Toronto. Später traten sie bei Rock on the Range in Columbus auf – ihrem ersten Festival außerhalb Japans. Im Juni und Juli spielten sie auf der Vans Warped Tour 2014, welche in 18 Städten in Nordamerika stattfand.
Ab dem 16. Mai lief der Dokumentarfilm Fool Cool Rock von Regisseur Hiroyuki Nakano über ihre Asien- und Europatour für vier Wochen in ausgewählten Kinos in Japan.
Das Album 35xxxv erschien am 11. Februar 2015 und war das erste Album mit einer Platzierung in den Billboard-Charts.

### 2014: Europa-Tour
Im Dezember 2014 war die Band auf Europa-Tour. In Deutschland war sie in München, Köln, Berlin, Hamburg und Frankfurt. Des Weiteren war sie in Paris, der Schweiz, Italien, Schweden, Dänemark und in den Niederlanden.

### 2015: Europa-Tour
Im Dezember 2015 war die Band erneut auf Europa-Tour. Dabei wurden insgesamt 16 Konzerte in Russland, Irland, Großbritannien, Italien, Schweiz, Frankreich und den Niederlanden gespielt. In Deutschland waren fünf Konzerte in Köln, Wiesbaden, Hamburg, Berlin und München.

## Mitglieder
- Toru (山下 亨, Yamashita Tōru; * 7. Dezember 1988 in der Präfektur Osaka) ist der Lead-Gitarrist der Band, sowie bei einigen Stücken auch Sänger. Zuvor war er mit Ryota Teil der Hip-Hop-Dance-Gruppe Heads.
- Taka (森内 貴寬, Moriuchi Takahiro; * 17. April 1988 in der Präfektur Tokio) ist der Sänger der Band. Vor dem Debüt mit One Ok Rock, war er ein Mitglied der Boyband News. Er ist der Sohn der Sänger Shinichi Mori und Masako Mori und der ältere Bruder von Hiroki, dem Sänger der Band My First Story.
- Ryota (小浜 良太, Kohama Ryōta; * 4. September 1989 in der Präfektur Osaka) ist der Bassist. Wie Toru war er zuvor ein Teil der Hip-Hop-Dance-Gruppe Heads.
- Tomoya (神吉 智也, Kanki Tomoya; * 27. Juni 1987 in der Präfektur Hyōgo) ist der Drummer der Gruppe.

### Ehemalige Mitglieder
- Alex (鬼澤 アレクサンダー 礼門, Onizawa Alexander Reimon; * 19. März 1988 in San Francisco) war der Leadgitarrist der Band mit dem Rhythmusgitarrist Toru, bis er wegen sexueller Belästigung aus der Band herausgeworfen wurde.[5][6]
- Tomo (小柳 友, Koyanagi Yū; * 29. August 1988 in der Präfektur Tokio) war der erste Drummer der Band, vor ihrem Profi-Debüt. Er verließ die Band im Juni 2006 um seiner Schauspielkarriere zu folgen.

## Diskografie
Studioalben

| Jahr | Titel Musiklabel                                   | Höchstplatzierung, Gesamtwochen, AuszeichnungChartplatzierungen (Jahr, Titel, Musiklabel, Platzierungen, Wochen, Auszeichnungen, Anmerkungen) | Höchstplatzierung, Gesamtwochen, AuszeichnungChartplatzierungen (Jahr, Titel, Musiklabel, Platzierungen, Wochen, Auszeichnungen, Anmerkungen) | Höchstplatzierung, Gesamtwochen, AuszeichnungChartplatzierungen (Jahr, Titel, Musiklabel, Platzierungen, Wochen, Auszeichnungen, Anmerkungen) | Höchstplatzierung, Gesamtwochen, AuszeichnungChartplatzierungen (Jahr, Titel, Musiklabel, Platzierungen, Wochen, Auszeichnungen, Anmerkungen) | Anmerkungen                                                 | [↑]: gemeinsam behandelt mit vorhergehendem Eintrag; [←]: in beiden Charts platziert |
| Jahr | Titel Musiklabel                                   | JP | DE | AT | US | Anmerkungen                                                 |                                                                                      |
| ---- | -------------------------------------------------- | --- | --- | --- | --- | ----------------------------------------------------------- | ------------------------------------------------------------------------------------ |
| 2007 | Zeitakubyō (ゼイタクビョウ) A-Sketch               | JP15 Gold · (22 Wo.)JP | — | — | — | Erstveröffentlichung: 21. November 2007 Verkäufe: + 100.000 |                                                                                      |
| 2008 | Beam of Light A-Sketch                             | JP17 (6 Wo.)JP | — | — | — | Veröffentlichung: 28. Mai 2008                              |                                                                                      |
| 2008 | Kanjō Effect (感情エフェクト) A-Sketch             | JP13 Gold · (15 Wo.)JP | — | — | — | Erstveröffentlichung: 12. November 2008 Verkäufe: + 100.000 |                                                                                      |
| 2010 | Niche Syndrome (Nicheシンドローム) A-Sketch        | JP4 Platin · (463 Wo.)JP | — | — | — | Erstveröffentlichung: 9. Juni 2010 Verkäufe: + 250.000      |                                                                                      |
| 2011 | Zankyou Reference (残響リファレンス) A-Sketch      | JP2 Gold · (167 Wo.)JP | — | — | — | Erstveröffentlichung: 5. Oktober 2011 Verkäufe: + 100.000   |                                                                                      |
| 2013 | Jinsei×Boku= A-Sketch                              | JP2 Platin · (264 Wo.)JP | — | — | — | Erstveröffentlichung: 6. März 2013 Verkäufe: + 250.000      |                                                                                      |
| 2015 | 35xxxv A-Sketch                                    | JP1 Platin · (116 Wo.)JP | — | — | — | Erstveröffentlichung: 11. Februar 2015 Verkäufe: + 250.000  |                                                                                      |
| 2015 | 35xxxv (Deluxe) Warner Bros.                       | JP3 (71 Wo.)JP | — | — | — | Erstveröffentlichung: 25. September 2015                    |                                                                                      |
| 2017 | Ambitions A-Sketch                                 | JP1 Platin · (91 Wo.)JP | DE99 (1 Wo.)DE | AT72 (1 Wo.)AT | US106 (1 Wo.)US | Veröffentlichung: 11. Januar 2017 Verkäufe: + 250.000       |                                                                                      |
| 2017 | Ambitions (English version) Fueled by Ramen        | JP4 (42 Wo.)JP[DE: ↑][AT: ↑][US: ↑] | DE99 (1 Wo.)DE | AT72 (1 Wo.)AT | US106 (1 Wo.)US | Erstveröffentlichung: 13. Januar 2017                       |                                                                                      |
| 2019 | Eye of the Storm A-Sketch                          | JP1 Platin · (107 Wo.)JP | DE73 (1 Wo.)DE | — | — | Veröffentlichung: 13. Februar 2019 Verkäufe: + 250.000      |                                                                                      |
| 2019 | Eye of the Storm (English version) Fueled by Ramen | JP3 (5 Wo.)JP[DE: ↑] | DE73 (1 Wo.)DE | — | — | Erstveröffentlichung: 15. Februar 2019                      |                                                                                      |
| 2022 | Luxury Disease Fueled by Ramen                     | JP1 Gold · (90 Wo.)JP | — | — | — | Erstveröffentlichung: 9. September 2022 Verkäufe: + 100.000 |                                                                                      |
| 2025 | Detox Fueled by Ramen                              | JP— GoldJP | — | — | — | Erstveröffentlichung: 21. Februar 2025 Verkäufe: + 100.000  |                                                                                      |